# Родионов, Фёдор Ефимович
Фёдор Ефимович Родионов (1897 — 1937) — начальник ЦДКА, корпусной комиссар (1935).

## Биография
Родился в русской семье. Окончил учительскую семинарию. С ранних лет приобщился к революционной деятельности, в 1914—1918 состоял в партии меньшевиков, за свои убеждения неоднократно подвергался преследованиям со стороны царских властей. Член РКП(б) с 1919, участник Гражданской войны, в ходе которой занимал ряд должностей политического состава. После Гражданской войны на ответственных должностях в аппарате Политического управления РККА и Морских сил РККА. До июля 1925 начальник учебного отдела Военно-морского политического училища имени С. Г. Рошаля.
С июля 1925 помощник начальника Управления военно-морских учебных заведений по политической части, а также до мая 1926 исполнял по совместительству обязанности группового руководителя Военно-политической академии имени Н. Г. Толмачёва. С сентября 1926 старший инспектор морского отдела, а с декабря того же года старший инспектор агитационно-пропагандистского отдела Политического управления РККА. С марта 1928 заместитель начальника агитационно-пропагандистского отдела ПУРККА. В 1929 окончил КУВНАС при Военной академии имени М. В. Фрунзе. С октября 1930 начальник отдела агитации и массовых кампаний ПУРККА. С апреля 1934 помощник начальника Морских сил РККА по политической части и помощник начальника Политического управления РККА по политической работе в Морских силах. С февраля 1936 начальник Центрального дома Красной армии.
Проживал в Москве по адресу Тишинская площадь, дом 6, квартира 42. 

### Арест и расстрел
Арестован 30 мая 1937. Военной коллегией Верховного суда СССР 9 декабря 1937 по обвинению в участии в  военном заговоре приговорён к расстрелу. Расстрелян в день вынесения обвинительного приговора. Определением Военной коллегии Верховного суда СССР от 28 июля 1956 посмертно реабилитирован.